# Bøvling Kirke
Bøvling Kirke ligger i Bøvling Sogn i Lemvig Kommune. Kirken har en af Danmarks ældste kirkeklokker.

## Eksterne kilder og henvisninger
- Bøvling Kirke hos KortTilKirken.dk
- Bøvling Kirke i bogværket Danmarks Kirker (udg. af Nationalmuseet)

- Wikimedia Commons har flere filer relateret til Bøvling Kirke